# Плаутины
Плаутины — русский дворянский род, к которому принадлежал генерал от кавалерии Николай Фёдорович Плаутин (1794—1866).

## Описание герба
В лазоревом щите на серебряной воде плывущий вправо серебряный лебедь с червлёными глазами, языком и чёрным клювом (польский герб Папарона).
Щит увенчан дворянским коронованным шлемом. Нашлемник: серебряный лебедь с червлёными глазами, языком и чёрным клювом. Позади него три лазоревых страусовых пера. Намёт: лазоревый, подложен серебром. Герб Плаутиных внесен в Часть 16 Общего гербовника дворянских родов Всероссийской империи, стр. 17.

## Известные представители
- Плаутин Артамон Матвеевич - стряпчий (1692).
- Плаутин Владимир Матвеевич - московский дворянин (1692)[1].